# Libera università di lingue e comunicazione IULM
La Libera università di lingue e comunicazione IULM (o università IULM) è un'università privata italiana di Milano, fondata nel 1968 dal francesista Silvio Federico Baridon, insieme al letterato e senatore a vita Carlo Bo. È il primo ateneo in Italia ad avere istituito il corso di laurea in relazioni pubbliche.

## Storia

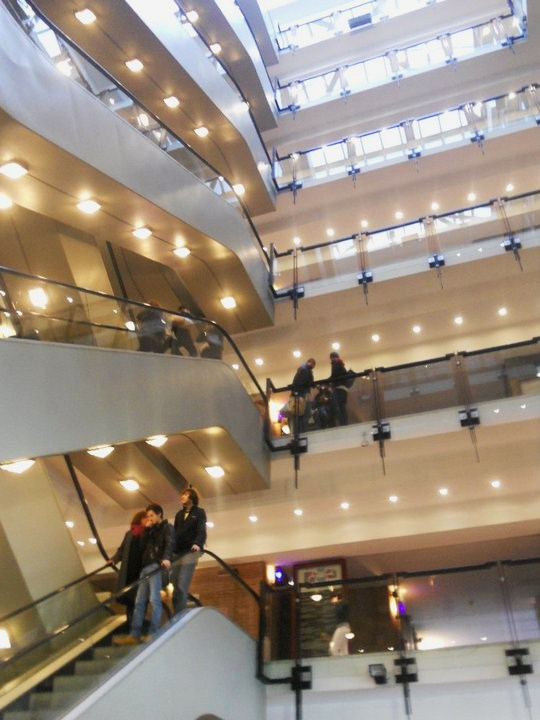
Interno dell'edificio 1

L'Ateneo fu fondato nel 1968 dalla Fondazione scuola superiore per interpreti e traduttori, su richiesta del professor Silvio Federico Baridon, come Istituto Universitario di Lingue Moderne (IULM).
Nel 1990 l'Ateneo istituì la facoltà di scienze della comunicazione e dello spettacolo. Nel 1997, l'istituto mutò la sua denominazione, affiancando alla sigla originaria (acronimo di "Istituto universitario di lingue moderne") il sottotitolo "Libera università di lingue e comunicazione".
Dallo statuto approvato nel 1998, l'ateneo assunse la denominazione "Libera Università di Lingue e Comunicazione IULM", semplificato in "Università IULM".

## Struttura

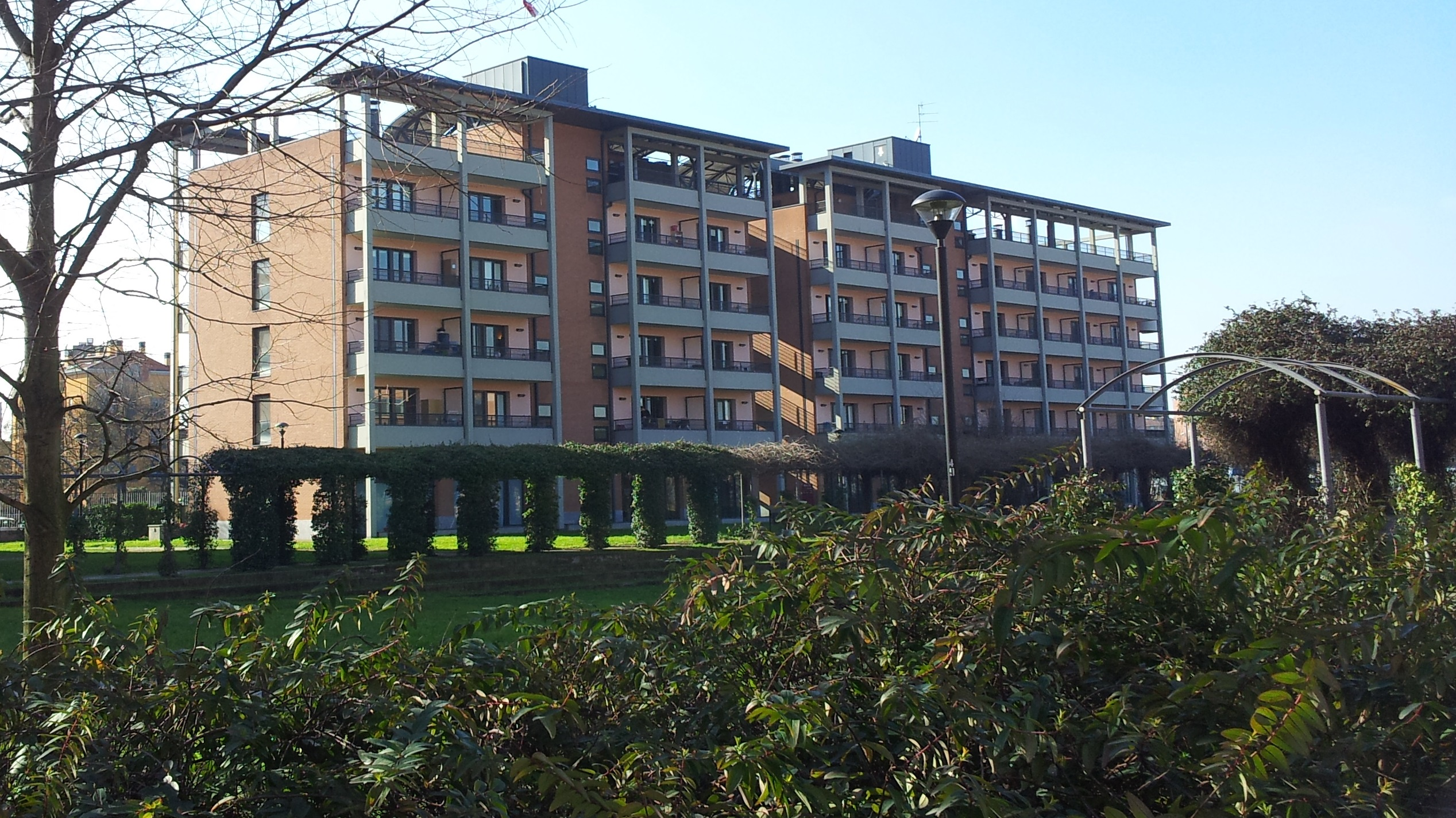
Il Residence studentesco IULM

L'università ha sede a Milano, in via Carlo Bo (zona Romolo), e Roma. Fino al 2010 aveva sede anche a Feltre, nell'antico palazzo Borgasio. Il corpo centrale della sede di Milano, progettato dall'ingegner Roberto Guiducci e dall'architetto Lorenzo Guiducci, è stato ultimato nel 1993. Nel 2015 è stato aggiunto l'edificio IULM 6, opera dello studio di architettura "5+1AA Alfonso Femia Gianluca Peluffo". A Milano ha sede anche la biblioteca, nata nel 1970 e dedicata a Carlo Bo. La sede di Roma è situata nel centro della città, nella zona di Via del Corso. L'Università IULM dispone di 220 posti letto distribuiti in due Residenze universitarie, la Residenza Santander e la Residenza Cascina Moncucco.

### Facoltà
L'università IULM è organizzata in tre facoltà:
- Arti, moda e turismo
- Comunicazione
- Interpretariato e traduzione

### Dipartimenti
La ricerca è strutturata in tre principali dipartimenti:
- Business, diritto, economia e consumi "Carlo A. Ricciardi"
- Comunicazione, arti e media "Giampaolo Fabris"
- Studi umanistici

### Corsi di laurea triennale
- Arti ed eventi culturali
- Comunicazione d'impresa e relazioni pubbliche
- Comunicazione, media e pubblicità
- Corporate communication and public relations
- Lingue, cultura e comunicazione digitale
- Mediazione, interpretariato e comunicazione interculturale
- Moda e industrie creative
- Turismo, management e cultura

### Corsi di laurea magistrale
- Arte, valorizzazione e mercato
- Fashion Communication and Luxury Strategies
- Hospitality and Tourism Management (Dual Degree)
- Intelligenza artificiale, impresa e società
- Marketing, consumi e comunicazione
- Marketing, Consumer Behaviour and Communication
- Strategic Communication (Dual Degree)
- Televisione, cinema e new media
- Traduzione, interpretariato e comunicazione digitale

### Dottorati di ricerca
- Visual and Media Studies
- Communication, Markets and Society

## Rettori
Nel tempo si sono susseguiti i seguenti rettori:
- Silvio Federico Baridon (1968-1983)
- Alessandro Migliazza (1983-1997)
- Francesco Alberoni (1997-2001)
- Gianni Puglisi (2001-2015)
- Mario Negri (2015-2018)[9]
- Gianni Canova (2018-2024)[10]
- Valentina Garavaglia (dal 2024)